# Per Brahe der Jüngere

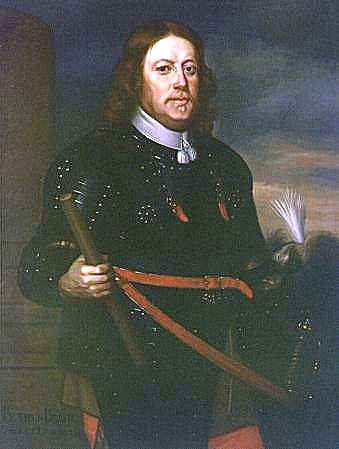
Per Brahe der Jüngere

Per Brahe der Jüngere (* 18. Februar 1602 auf Schloss Rydboholm, Uppland; † 12. September 1680) war schwedischer Reichsdrost, Graf zu Visingsborg und Generalgouverneur von Finnland.

## Leben

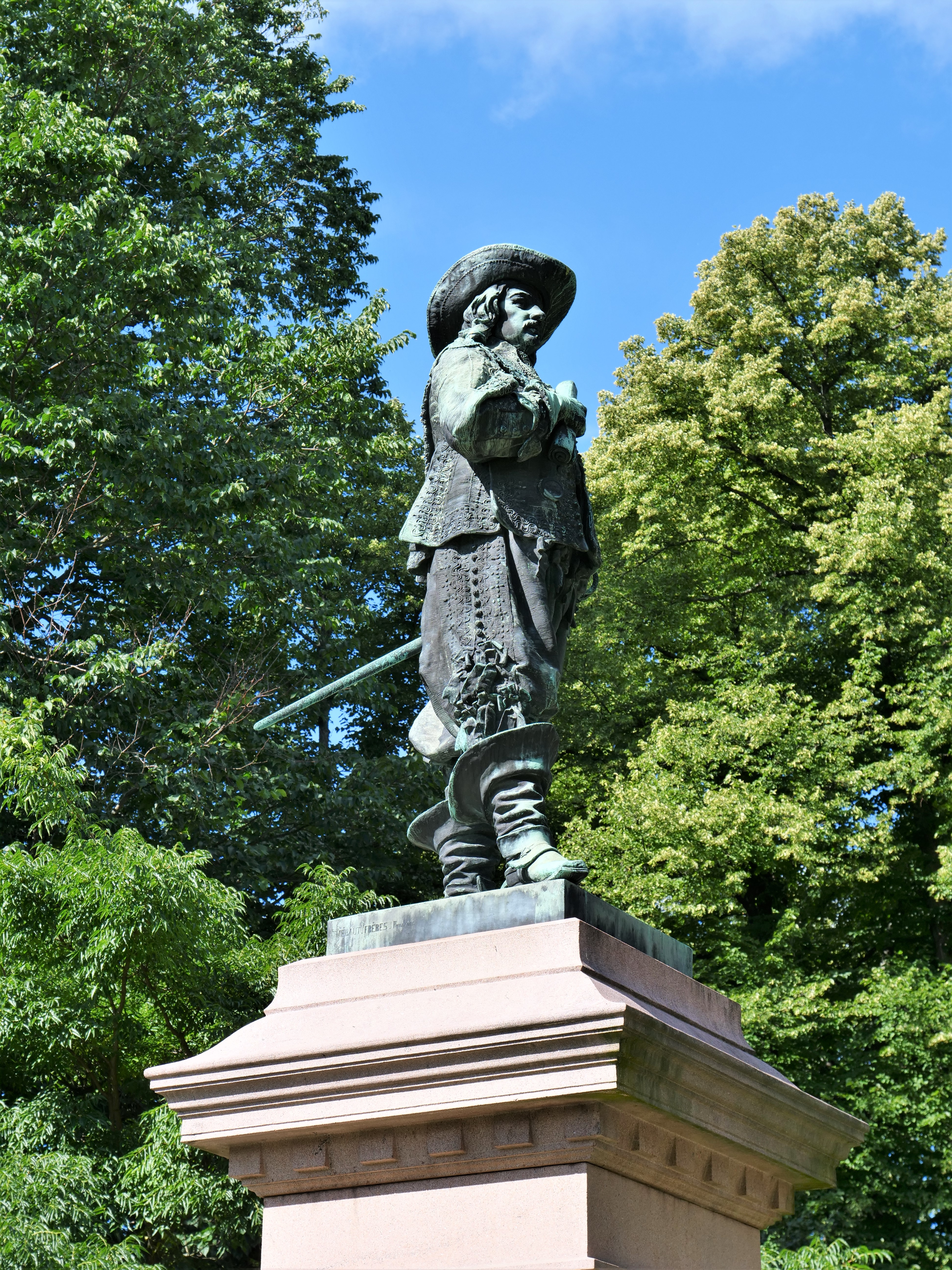
Denkmal im Zentrum von Turku

Brahe war ein Enkel Per Brahes des Älteren aus dem schwedischen Adelsgeschlecht Brahe. Nachdem Per Brahe 1629 zum Landmarschall und 1630 zum Reichsrat gewählt worden war, erbte er von seinem Onkel die Grafschaft Visingsborg in Småland. Zwischen 1637 und 1641 sowie zwischen 1648 und 1654 war er Generalgouverneur von Finnland. In dieser Zeit ließ er viele finnische Orte anlegen, wie z. B. Lappeenranta, Kajaani, das alte Hamina und nicht zuletzt Raahe (schwed. Brahestad). Unter seiner Führung wurde die Stadt Helsinki vom Fluss Vanda an ihre heutige Position in Meeresnähe verlegt. Auch die Gründung der Akademie zu Turku, der heutigen Universität Helsinki, deren Kanzler er 40 Jahre lang bis zu seinem Tode war, erfolgte mit starker Unterstützung Per Brahes.
1641 wurde Per Brahe zum schwedischen Reichsdrost ernannt, das heißt zum obersten Beamten des Staates. In seiner Grafschaft ließ Per Brahe das Schloss auf der Insel Visingsö ausbauen und zwei weitere Schlösser errichten. Am Seeufer, das der Insel gegenüberliegt, legte er 1652 den Ort Brahe-Grenna an, der heute den Namen Gränna trägt.
1680 starb der Graf im Schloss von Bogesund in der Landschaft Uppland. Kurz darauf übernahm König Karl XI. die Grafschaft Visingsborg in seinen Besitz.
Der Brahe-Platz in Helsinki trägt seinen Namen.